# Astaenomoechus hispidus
Astaenomoechus hispidus är en skalbaggsart som beskrevs av Henry Fuller Howden och Gill 2003. Astaenomoechus hispidus ingår i släktet Astaenomoechus och familjen Hybosoridae. Inga underarter finns listade.